# Озавкі (Канзас)
Озавкі (англ. Ozawkie) — місто (англ. city) в США, в окрузі Джефферсон штату Канзас. Населення — 638 осіб (2020).

## Географія
Озавкі розташоване за координатами 39°14′8″ пн. ш. 95°27′54″ зх. д. / 39.23556° пн. ш. 95.46500° зх. д. (39.235604, -95.465100).  За даними Бюро перепису населення США в 2010 році місто мало площу 0,98 км², уся площа — суходіл. В 2017 році площа становила 0,76 км², уся площа — суходіл.

## Демографія
Згідно з переписом 2010 року, у місті мешкало 645 осіб у 231 домогосподарстві у складі 195 родин. Густота населення становила 656 осіб/км².  Було 246 помешкань (250/км²).
Расовий склад населення:
| - 95,5 % — білих - 1,4 % — корінних американців - 0,6 % — чорних або афроамериканців |

До двох чи більше рас належало 2,2 %. Частка іспаномовних становила 2,6 % від усіх жителів.
За віковим діапазоном населення розподілялося таким чином: 28,7 % — особи молодші 18 років, 55,3 % — особи у віці 18—64 років, 16,0 % — особи у віці 65 років та старші. Медіана віку мешканця становила 37,5 року. На 100 осіб жіночої статі у місті припадало 101,6 чоловіків;  на 100 жінок у віці від 18 років та старших — 93,3 чоловіків також старших 18 років.
Середній дохід на одне домашнє господарство  становив 82 074 долари США (медіана — 69 000), а середній дохід на одну сім'ю — 88 268 доларів (медіана — 73 750). За межею бідності перебувало 2,3 % осіб, у тому числі 0,5 % дітей у віці до 18 років та 6,5 % осіб у віці 65 років та старших.
Цивільне працевлаштоване населення становило 372 особи. Основні галузі зайнятості: освіта, охорона здоров'я та соціальна допомога — 29,3 %, публічна адміністрація — 11,0 %, науковці, спеціалісти, менеджери — 9,4 %, будівництво — 9,4 %.